# District de Fangshan
Pour les articles homonymes, voir Fangshan.
Le district de Fangshan (房山区 ; pinyin : Fángshān Qū) est une subdivision du sud-ouest de la municipalité de Pékin en Chine.